# Хёльцль, Катрин
Катрин Хёльцль (нем. Kathrin Hölzl, род. 18 июля 1984 года) — немецкая горнолыжница, чемпионка мира 2009 года в гигантском слаломе и обладательница малого Хрустального глобуса Кубка мира 2009/10 в этой же дисциплине.
Хёльцль дважды участвовала в чемпионатах мира. На чемпионате мира 2007 года она стала шестой в гигантском слаломе, а на следующем чемпионате выиграла золото в этой дисциплине (при том, что к тому моменту она не выиграла ни одного этапа Кубка мира), а также стала 18-й в слаломе.
В Кубке мира Хёльцль дебютировала 15 декабря 2001 года. Всего выиграла два этапа Кубка мира, её лучшим результатом в общем зачёте было 8-е место в сезоне 2009/10, кроме того Катрин выиграла зачёт гигантского слалома в сезоне 2009/10.
В октябре 2013 года завершила карьеру.

## Выигранные Кубка мира
- Гигантский слалом — 2009/10

## Победы на этапах Кубка мира (2)
| № | Сезон   | Дата        | Место | Дисциплина            |
| - | ------- | ----------- | ----- | --------------------- |
| 1 | 2009/10 | 28 ноя 2009 | Аспен | Гигантский слалом     |
| 2 | 2009/10 | 28 дек 2009 | Лиенц | Гигантский слалом (2) |